# Sant'Abbondio (San Siro)
Sant'Abbondio (Sant Abóndi in dialetto locale) è una frazione del comune di San Siro in provincia di Como.

## Storia

Vecchio stemma comunale

Gli annessi agli Statuti di Como del 1335 riportano il comune conscilii Sancti Abondij montis Rezonici  come il comune che, all'interno che, all'interno della pieve di Menaggio, aveva il compito della manutenzione del tratto di via Regina compreso tra una predeterminata "porta in alto" (a predicta porta in sursu) e la valle che separa Rezzonico (Rezonicum) da Cremia (Cremiam).
Il comune di Sant'Abbondio non risulta più nella pieve menaggina nel 1664, anno in cui risulta invece inserito nella Squadra di Rezzonico cui facevano parte anche i comuni di Rezzonico (caposquadra), Plesio, Sant’Abbondio, Nobiallo, Pianello e Breglia. Il comune risulta inserito nella Squadra ancora nel 1751, anno in cui nel territorio comunale si registravano anche i cassinaggi di Acquaseria, Merledi, Pezzo e Semnago. Nello stesso anno il comune risulta aver già pagato la redenzione dall'infeudazione, pagamento per cui il comune risultava ancora in debito con alcune suore del Monastero di Campo.
Un decreto di riorganizzazione amministrativa del Regno d'Italia napoleonico datato 1807 sancì l'annessione di Sant'Abbondio al comune di San Siro, decisione che fu cancellata dalla Restaurazione.
Dal 1928 al 1957 Sant'Abbondio fece parte, assieme a Rezzonico, del comune di Santa Maria Rezzonico.
Nel 2003 una nuova riunione con Santa Maria Rezzonico comportò l'annessione di Sant'Abbondio nell'attuale comune di San Siro, con la legge della Regione Lombardia 29 novembre 2002, n. 29.

### Simboli
Lo stemma e il gonfalone del comune erano stati concessi con D.P.R. del 1º giugno 1977. Vi era rappresentato un ponte ed il torrente Serio sormontati da sei stelle di cinque raggi.

## Monumenti e luoghi d'interesse

### Architetture religiose

#### Parrocchiale di Sant'Abbondio
Dedicata ai santi Abbondio e Felice, la parrocchiale fu progettata da Ugo Zanchetti. La chiesa fu edificata nel terzo decennio del XX secolo, dietro cospicuo finanziamento da parte del medico protestante inglese Federico Newland Pedley. Oltre a un altare del XVIII secolo, la parrocchiale ospita un affresco datato 1618, opera attribuita al Morazzone.

#### Oratorio di Sant'Abbondio
La parte più a monte dell'abitato ospita l'antico oratorio di Sant'Abbondio, probabilmente realizzato nel XV secolo ma rimaneggiato nel corso dei secoli successivi.

### Architetture civili
- Villa La Gaeta[8]

## Società

### Evoluzione demografica

#### Demografia pre-unitaria
- 1751: 280 abitanti[2]
- 1805: 301 abitanti[4]
- 1809: 325 abitanti (prima dell'annessione a San Siro)[4]
- 1853: 660 abitanti[5]

#### Demografia post-unitaria
Abitanti censiti